# 熱帶風暴菲爾
熱帶風暴菲爾（英語：Tropical Storm Faye，國際編號：9206，聯合颱風警報中心: 22W，菲律賓大氣地球物理和天文服務管理局：Ditang）是1992年太平洋颱風季第6個被命名的熱帶氣旋。

## 影響

### 英屬香港
- 當地評定巔峰強度分級：（HKO）
- 當地評定最大持續風速：85每小時（24每秒；46節）（十分鐘）
- 當地懸掛之最高熱帶氣旋警告信號： 三號強風信號[1]

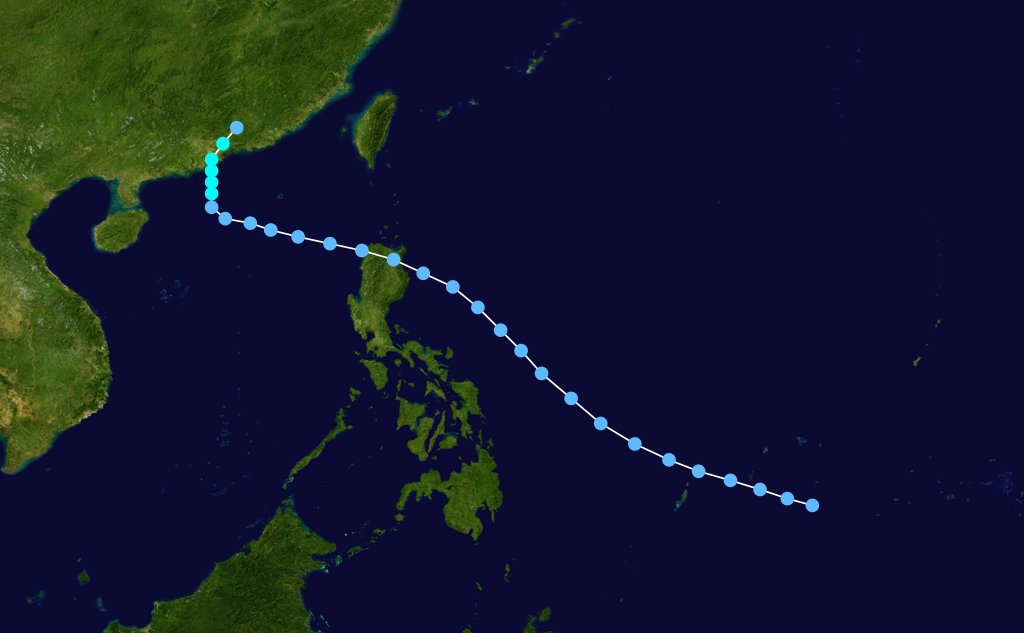
菲爾的路徑圖

當菲爾於7月17日形成時，天文台於早上9時正懸掛一號戒備信號，當時菲爾集結於香港以南約230公里。香港多雲有雨，吹和緩偏東風，日間風勢漸轉清勁。天文台於晚上11時50分改掛三號強風信號，當時菲爾集結於在香港之西南約100公里，當時離岸海域及高地才開始吹強風。隨着菲爾進入珠江口，香港天氣於7月18日清晨轉壞，日出後香港離岸、高地及西部地區風力普遍急速增強至烈風程度，與其相關的狂風大雨侵襲香港，西部地區雨勢尤其大，天文台先後發出歷史上首個紅色及黑色暴雨警告信號。狂風大雨於日間大部份時間持續，直至晚間隨着菲爾減弱而緩和。新界西北部雨勢最大，全日累積超過300毫米的雨量紀錄。菲爾於早上9時左右最接近香港，於天文台之西北偏西約50公里掠過。隨着菲爾登陸，香港風力迅速減弱，天文台在下午4時5分除下所有熱帶氣旋警告信號，當時菲爾於香港以北約100公里處消散。菲爾影響期間，為香港帶來烈風及暴雨，風暴共造成2人死亡，24人受傷。

#### 爭議
天文台低估菲爾強度，菲爾在接近珠江口時迅速增強，橫瀾島錄得最高10分鐘平均風速每小時108公里，換算為海平面風速仍達暴風程度，顯示菲爾的強度可能曾達到強烈熱帶風暴下限至中限程度。菲爾在18日上午9時最接近香港，在香港天文台之西北偏西約50公里掠過。在一個有暴風程度的但被天文台低估的「熱帶風暴」菲爾吹襲期間，香港離岸及高地間中吹暴風、西部及西南部普遍吹烈風，而由於天文台預計維多利亞港內不會吹烈風而只懸掛了三號強風信號。，沒有跟隨澳門氣象局懸掛八號風球，因此受市民指責，結果天文台在7月22日為強烈熱帶風暴加里以香港12小時內有機會吹烈風為由，掛了一次不達標的八號烈風或暴風信號，當時預計在7月22日黃昏有機會吹烈風。結果在當日黃昏卻除下所有風球，市區一整天沒有錄得烈風（除了離岸海域及高地吹烈風）。
但是天文台在1993年至1994年懸掛颱風信號的態度依舊差劣，包括強烈熱帶風暴貝姬在香港天文台之西南約90公里掠過，且符合當時天文台雷達定位及明確在媒體報導，但是天文台卻在1993年的熱帶氣旋年刊把當日實時定位推翻，及不承認貝姬在實測風力曾達颶風程度情況下，即是以颱風強度進入香港100公里範圍，符合懸掛更高信號的條件。當日長洲實測有颶風，顯示當時貝姬的強度達颱風級別，而且為香港西南部帶來颶風，天文台沒有將貝姬升格為颱風及沒有懸掛十號颶風信號是重大錯誤。1994年7月2日，在南海的一個低壓區增強為一熱帶低氣壓，編號為07W，初時向偏西方向移動，7月3日熱帶低氣壓轉向西北移動，7月4日更向西北偏北移動，在香港西南偏西約290公里的廣東電白登陸，期間為香港部分地區持續帶來強風，天文台期間並未有懸掛風球，只斷續地發出過四次雷暴警告。有一直到1995年岑柏卸任台長後，此情況才有改善。
故自此之後，每逢熱帶風暴橫過香港或非常接近香港，天文台也發出八號信號，因此出現了颱風利奧、熱帶風暴圓規、強烈熱帶風暴帕布 、颱風蓮花及熱帶風暴洛克等風力偏弱的八號烈風或暴風信號（以上五者均正面吹襲香港或掠過香港境內，而且最接近香港天文台總部時均為熱帶風暴強度）。天文台在此情況下發出八號烈風或暴風信號，令市民誤以為通常八號信號生效時風勢微弱，市民紛紛外出，甚至在岸邊追風。因此部份市民質疑，逢熱帶風暴橫過香港或非常接近香港，天文台也發出八號信號，此手法是否恰當。
自菲爾過後，在正面襲港的熱帶風暴中，只有1999年強烈熱帶風暴錦雯減弱為熱帶風暴橫過香港時、2022年強烈熱帶風暴尼格減弱為熱帶風暴正面襲港時，和2012年熱帶風暴杜蘇芮正面吹襲香港時，才為香港海平面帶來短暫烈風。1999年颱風利奧以熱帶風暴強度正面吹襲時，以及2004年熱帶風暴圓規橫過香港時，烈風或暴風只局限於離岸及高地；2007年強烈熱帶風暴帕布第二度襲港（當時以熱帶風暴強度橫過香港）期間，長洲一度錄得暴風，但烈風未有擴展至市區。2015年颱風蓮花在香港以北掠過時急劇減弱為熱帶風暴，加上對流雲團改為集中於系統北部，故未能帶來烈風。2017年熱帶風暴洛克在登陸西貢後急劇減弱，最終連三號信號都不達標，境內風力只達三至五級。

### 葡屬澳門
- 當地懸掛之最高熱帶氣旋信號：  八號東北風球
- 最接近當地位置：澳門以東20公里[19]

(1)最接近澳門氣象台時間及距離
日期:1992年7月18日
最近距離:東 20公里
強度:熱帶風暴
(2)澳門氣象台錄得最低氣壓及最高風速
錄得最低氣壓 : 992.5hpa
錄得最高平均風速 : 西北偏北 36km/h
錄得最高陣風 : 76km/h
氣象台位置 : 大炮台
(3)澳門熱帶氣旋警告信號懸掛時間:
一號戒備信號: 17 Jul 1100 - 18 Jul 0200
三號強風信號: 18 Jul 0200 - 18 Jul 0630
八號東北信號: 18 Jul 0630 - 18 Jul 1300
三號強風信號: 18 Jul 1300 - 18 Jul 1745